# Носково (Торопецкий район)
Носково — опустевшая деревня в Торопецком районе Тверской области. Входит в состав Плоскошского сельского поселения.

## География
Находится в западной части Тверской области на расстоянии приблизительно 36 км на север-северо-запад по прямой от районного центра города Торопец.

## История
В 1877 году здесь (деревня Холмского уезда Псковской губернии) было учтено 3 двора, в 1945 — 30.

## Население
Численность населения: 28 человек (1877 год), 87 (1945), 0 как в 2002 году, в 2010, так и в 2021 году.